# Démographie du Venezuela
Selon l'Institut National de Statistique (Instituto Nacional de Estadísticas) du Venezuela la population serait de 32 219 521 habitants le 30 juin 2019 (projection), tandis que differentes sources tel que la Banque Mondiale ou les Nations unies ou  d'autres références avec des horloges de population en temps réel, situeraient ce total entre 28,4 millions et 33,3 millions d'habitants (pour l'année 2020).
Certaines statistiques de façon générale ne prennent pas en compte, ou prennent partiellement en compte, le phénomène d'exode massif ou crise migratoire de la population vénézuélienne. Cette crise est toujours d'actualité et représente un point important dans la démographie du pays.

## Population du Venezuela selon les recensements officiels
Le Venezuela a organisé de manière officielle 14 recensements au long de son histoire. Le tableau ci-dessus résume le résultat du recensement de la population du pays, sa date et le taux de croissance si l'on compare avec le recensement précédent.
| №    | Date             | Population totale | Différence vs. précédent |
| ---- | ---------------- | ----------------- | ------------------------ |
| I    | 7 novembre 1873  | 1 732 411         | -                        |
| II   | 27 avril 1883    | 2 005 139         | +16%                     |
| III  | 15 janvier 1891  | 2 221 572         | +11%                     |
| IV   | 1 janvier 1920   | 2 479 525         | +12%                     |
| V    | 31 janvier 1926  | 2 814 131         | +13%                     |
| VI   | 26 décembre 1936 | 3 364 347         | +20%                     |
| VII  | 7 décembre 1941  | 3 850 771         | +14%                     |
| VIII | 26 novembre 1950 | 5 034 838         | +30%                     |
| IX   | 26 février 1961  | 7 523 999         | +49%                     |
| X    | 2 novembre 1971  | 10 721 522        | +42%                     |
| XI   | 20 octobre 1981  | 14 516 735        | +35%                     |
| XII  | 21 octobre 1990  | 18 105 265        | +25%                     |
| XIII | 22 octobre 2001  | 23 054 210        | +27%                     |
| XIV  | 30 octobre 2011  | 27 227 930        | +18%                     |

## Exode ou crise migratoire de l'actualité

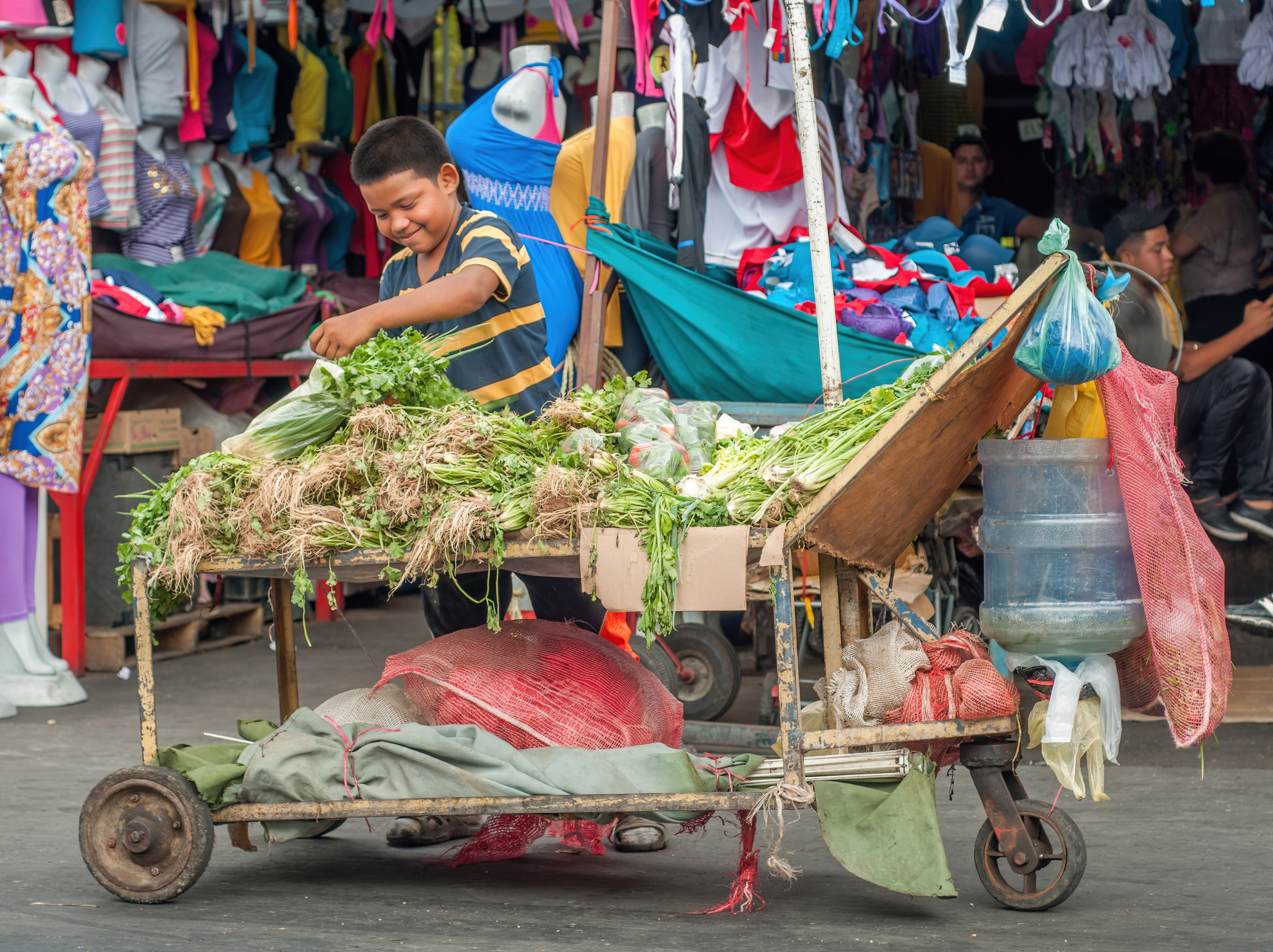
Enfant travaillant à la vente de légumes dans le centre-ville de Maracaibo. Faite en 2013, cette image de José poussant son chariot de légumes sur le marché central de Maracaibo a été emportée dans la crise des réfugiés.

Le Venezuela subi d'une forte diminution de son taux de croissance démographique depuis la fin de l'essor économique des années 1970 et notamment des exodes et des phénomènes migratoires accentués et très défavorables plus récemment depuis des crises sociales, économiques et politiques, des années 1990, 2000 et 2010. Les conséquences de la dernière crise économique vénézuélienne ont provoqué la Crise des réfugiés vénézuéliens.
La crise des réfugiés vénézuéliens est qualifiée par l’Organisation des Nations unies comme le déplacement de population le plus massif de l’histoire récente du monde occidental. Elle concerne, depuis 2015, l'émigration de millions (4 à 6 millions selon les sources) d'individus et de familles les plus vulnérables ou pauvres.
Le représentant spécial des agences des Nations unies pour les réfugiés et les migrations, estime que la crise va s’aggraver avec 6,5 millions de réfugiés d’ici la fin de l’année 2020.
Les destinations les premières sont celles de pays voisin, par voie terrestre. Des vénézuéliens marchent plus d'un millier de kilomètres plusieurs jours ou semaines pour atteindre la Colombie et puis d'autres pays comme le Pérou, l'Equateur, le Brésil ou même le Chili malgré les distances.
En 2023, selon les chiffres officiels chiliens, sur les 1,7 million de migrants que compte le Chili près de la moitié sont des Vénézuéliens chassés par la crise économique dans leur pays.

## Graphique de l'évolution de la population

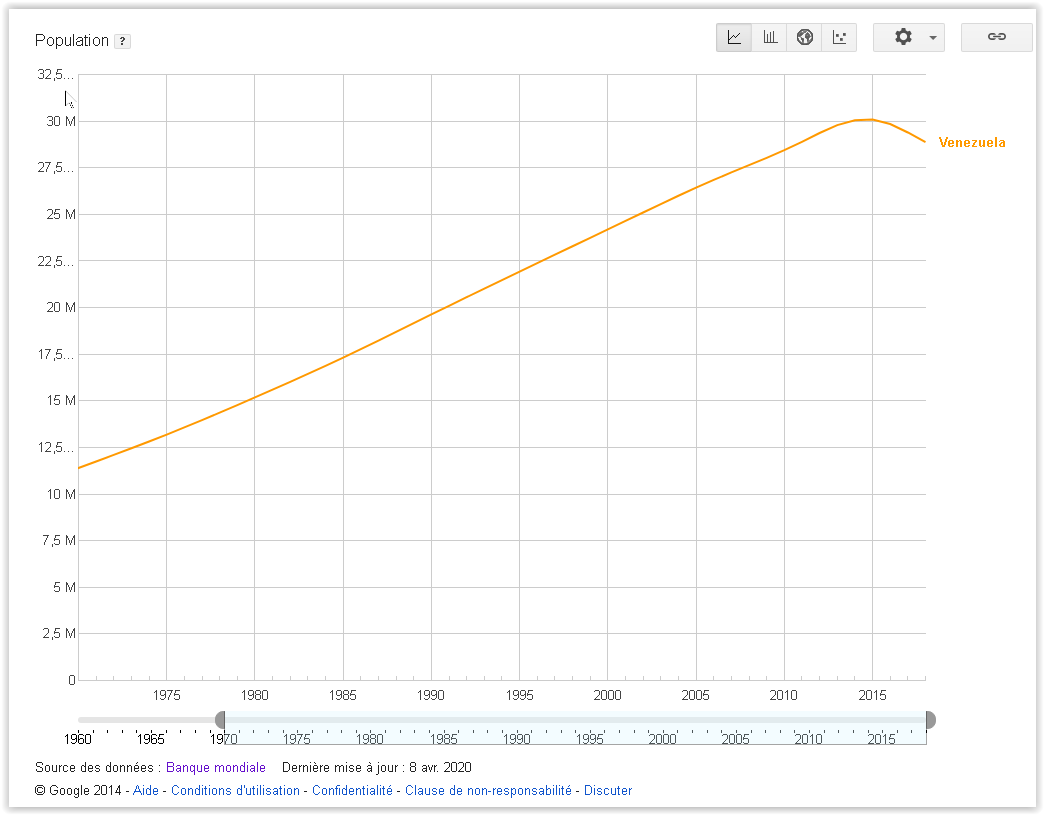
Évolution démographique de 1970 à 2020